# Aladdin's Awakening
Aladdin's Awakening è un cortometraggio muto del 1913 prodotto dalla Nestor. Il nome del regista non viene riportato nei credit.

## Trama
Sul lavoro, Eddie si mostra molto stanco e stressato, così il suo capo gli dà due giorni di permesso. Lui ne approfitta per andare alla spiaggia. Steso sulla sabbia, si addormenta. Tra belle ragazze, oggetti magici, ninfe e Nettuno, il re del mare, Eddie vive una straordinaria avventura fino a quando viene svegliato da un poliziotto che lo manda via. Tornato in ufficio, Eddie è ancora inseguito dalle sue visioni di bellezze al bagno. Ma il capo ufficio si intromette nei suoi sogni ad occhi aperti e le naiadi spariscono, sostituite dai più prosaici calcoli finanziari.

## Produzione
Il film fu prodotto dalla Nestor Film Company.

## Distribuzione
Distribuito dalla Motion Picture Distributors and Sales Company, il film - un cortometraggio di 150 metri - uscì nelle sale cinematografiche statunitensi il 20 giugno 1913.
Nelle proiezioni, veniva programmato con il sistema dello split reel, accorpato in un'unica bobina con un altro cortometraggio della Nestor, la commedia Dad's Surprise.